# Mieciewicze
Mieciewicze (biał. Мяцявічы, ros. Метявичи; hist. również Miaciewicze, Mitiawicze) – wieś na Białorusi, w rejonie soligorskim obwodu mińskiego, nad rzeką Słuczą (obecnie nad Zalewem Soligorskim), około 4 km na północny wschód od Soligorska.

## Historia
Dobra te w XVI wieku były własnością kniaziów Olelkowiczów. Po śmierci w 1612 roku ostatniej z rodu, Zofii, żony Janusza Radziwiłła (1579–1620), kasztelana wileńskiego, stały się częścią fortuny Radziwiłłów. Później przez pewien czas były trzymane w zastawie przez Leszczyńskich. W pierwszej połowie XIX wieku należały do Korsaków. Od nich w 1850 roku kupił je Urban Krupski. Po nim odziedziczył majątek jego syn, Bonifacy (1822–1903), a ostatnim właścicielem wsi był jego syn, Zygmunt (1883–1940). W II połowie XIX wieku ich majątek liczył około 120 włók.
Po II rozbiorze Polski w 1793 roku Mieciewicze, wcześniej należące do Księstwa Kopylsko-Słuckiego i powiatu słuckiego województwa nowogródzkiego Rzeczypospolitej, znalazły się na terenie powiatu słuckiego (ujezdu), wchodzącego w skład guberni mińskiej Imperium Rosyjskiego. Po ustabilizowaniu się granicy polsko-radzieckiej w 1921 roku wieś weszła w skład Białoruskiej Socjalistycznej Republiki Radzieckiej (ZSRR), od 1991 roku – na terenie Republiki Białorusi. Do 2009 roku wieś wchodziła w skład sielsowietu Pohost, obecnie – Czyżewicze.
W drugiej połowie XIX wieku, do rewolucji październikowej stała tu kaplica katolicka. Istniejący od XIX wieku budynek gorzelni rozebrano na przełomie XX i XXI wieku.
W 2009 roku we wsi mieszkały 204 osoby.

## Dawny dwór
Prawdopodobnie Korsakowie wybudowali tu murowany, parterowy dwór o szeroko rozstawionych dziewięciu osiach. Prawdopodobnie później dobudowano trzyosiową, piętrową nadbudówkę. Przed częścią środkową istniał ganek, nad którym był balkon wsparty dwiema parami kolumn. Identyczny ganek z balkonem był po ogrodowej stronie domu, zwróconej do rzeki Słucz.
Wnętrze domu stanowiło 12 pokoi w układzie dwutraktowym. Salon główny na całej swej szerokości przylegał do portyku ogrodowego, a jego okna i przeszklone drzwi wychodziły na malownicze łąki nadrzeczne.
Dwór stał w środku dość dużego ogrodu. Obok domu stała oficyna mieszkalna, pomiędzy dwoma budynkami była brama wjazdowa. Naprzeciwko dworu stała drewniana kaplica grobowa, której ołtarz, z kopią obrazu Matki Boskiej Częstochowskiej projektował mieszkający w pobliżu malarz Wilhelm Kotarbiński. Na prawo od gazonu w głąb ogrodu prowadziła aleja lipowa.
Dwór nie przetrwał rewolucji październikowej. Dziś jedynym śladem po folwarku są resztki parku.
Majątek w Mieciewiczach jest opisany w 2. tomie Dziejów rezydencji na dawnych kresach Rzeczypospolitej Romana Aftanazego.